# Mattias Flink
Mattias Flink (* 8. März 1970) ist ein schwedischer Amokläufer bzw. Massenmörder. Bekanntheit erlangte er durch sein Attentat am 11. Juni 1994 in Falun, bei welchem sieben Personen getötet wurden.

## Umstände und Tathergang
Flink war zum Tatzeitpunkt 24 Jahre alt und diente im Dalarna-Regiment der schwedischen Streitkräften im Rang eines second lieutenant, vergleichbar mit einem Oberleutnant. Nach einem Streit mit seiner Freundin und dem Konsum einer großen Menge Alkohols feuerte er mit seiner Ak 5 im Kaliber 5,56 × 45 mm NATO 51 Schuss ab. Dabei tötete er fünf Frauen und zwei Männer im Alter von 20 bis 35 Jahren.

## Urteil und Freilassung
Das Urteil gegen Flink lautete lebenslängliche Haft für sieben Morde und drei Mordversuche. Nachdem das Urteil von Lebenslänglich auf eine Haftdauer von 30 Jahren geändert wurde, wurde Flink, 10 Jahre vor dem regulären Haftende und genau 20 Jahre nach der Tat, am 11. Juni 2014 auf Bewährung aus der Haft entlassen.